# 8 Korpus Pancerny (ZSRR)
8 Korpus Pancerny (ros. 8-й танковый корпус) – jednostka pancerna Armii Czerwonej z okresu II wojny światowej.

## Historia
8 Korpus Pancerny (w skrócie „8-й тк”) powstał w 1942. Uczestnicząc w walkach na froncie wschodnim wchodził w skład 2 Armii Pancernej. Dowodzony był przez gen. lejtn. Aleksieja Popowa. W 1944 uczestniczył w letniej ofensywie Armii Czerwonej o kryptonimie Bagration. Będąc w składzie 2 Armii Pancernej 24 lipca zdobył Lublin. W bitwie pod Warszawą pomagał między innymi wyjść z okrążenia 3 Korpusowi Pancernemu, atakowanemu przez niemieckie jednostki pancerne 1 Dywizją Pancerno-Spadochronową Hermann Göring, 3 Dywizją Pancerną SS „Totenkopf” i 5 Dywizją Pancerną SS „Wiking”. Pomóc 3 KPanc miało uderzenie 8 Korpusu Pancernego na Okuniew. Korpus poniósł olbrzymie straty i został zmuszony do odwrotu, następnie podobnie jak pozostałe jednostki armii radzieckiej uczestniczące w bitwie, został zluzowany przez oddziały 70 i 47 armii. 